# Iskanderkul
L'Iskanderkul (in tagiko Искандаркӯл; in russo Искандеркуль) è un lago morenico delle montagne del Tagikistan (Asia centrale).

## Descrizione
È situato sul versante settentrionale dei monti Gissar, nella parte meridionale della provincia di Sughd. Occupa una superficie di 3,4 km² e si trova a un'altitudine di 2195 m. La sua profondità massima è di 72 m. Suoi immissari sono il Sarytag, a sud-ovest, e il Khazormech, a sud-est. L'Iskander Darya, il ramo sorgentifero di sinistra del Fan Darya, esce dall'Iskanderkul sulla sua sponda nord-orientale. Di conseguenza, il lago appartiene al bacino idrografico dello Zeravshan.
Il lago, rinomata meta turistica della regione, è raggiungibile tramite un'apposita strada di accesso che si diparte dalla strada principale tra Dushanbe e Tashkent.
Il lago deve il proprio nome ad Alessandro Magno, il cui cavallo si dice sia annegato nel lago. Iskander, infatti, è la pronuncia persiana del nome Alessandro, Iskander, mentre kul è una parola tagika che significa «lago». Sulle rive del lago sorge un piccolo insediamento turistico, che risale all'epoca sovietica ed è frequentato dalla popolazione della capitale Dushanbe e delle zone circostanti durante i mesi estivi. Sulla sponda opposta del lago si trova la casa per le vacanze del presidente tagiko. Questo edificio non è accessibile dalla strada che conduce al lago, ma solo tramite un eliporto appositamente creato o in barca.
A questi si aggiungono il grande ristorante del resort con vista sul lago e un molo. La navigazione sul lago è proibita senza eccezioni per non arrecare disturbi alla fauna. Sulla riva del lago si trova un santuario per la protezione degli uccelli.
Nel 1870 il lago venne raggiunto dall'esploratore russo Alexei Fedchenko.